# Église Saint-Martin de Prissac
Pour les articles homonymes, voir Église Saint-Martin et Saint Martin.
L'église Saint-Martin de Prissac est une église catholique française. Elle est située sur le territoire de la commune de Prissac, dans le département de l'Indre, en région Centre-Val de Loire.

## Situation
L'église se trouve dans la commune de Prissac, au sud-ouest du département de l'Indre, en région Centre-Val de Loire. Elle est située dans la région naturelle de la Brenne. L'église dépend de l'archidiocèse de Bourges, du doyenné du Val de Creuse et de la paroisse de Saint-Benoît-du-Sault.

## Histoire
L'église fut construite au XIIe siècle. L'édifice est inscrit au titre des monuments historiques, le 8 décembre 1928.

## Description
Les peintures murales à l'intérieur de l'église raconte la légende des « trois morts et des trois vifs » : au cours d'une partie de chasse, trois jeunes nobles de la région sont poursuivis par trois squelettes qui les alertent sur la vanité des apparences et des richesses quand vient l’heure de la mort.